# Tenczer Pál
Tenczer Pál (Nagybajom, 1836. április 11. – Budapest, 1905. február 6.) politikus, hírlapíró, lapszerkesztő.

## Élete
Keszthelyen és Pesten tanult. A tanítói pályára készült; egy ideig tanított is, de amikor 1861-ben újra ébredt a nemzeti élet, Tenczer a magyarság ügyének egyik lelkes bajnoka lett és különösen a zsidó ifjúság körében iparkodott a nemzeti eszmét ébreszteni. Többek segítségével megalapította a Magyar Izraelita Egyesületet és hosszú ideig munkatársa, később szerkesztője volt a Magyar Izraelita c. felekezeti újságnak. Itt kezdte meg újságíró működését. Az 1868-69-ben tartott izraelita kongresszuson Tenczer a keszthelyi kerületet képviselte; kezdettől fogva a haladó párthoz csatlakozott. A kongresszus ideje alatt kiadott egy albumot az összes kongresszusi tagok életrajzával és arcképével. A Pesti Izraelita Hitközség beválasztotta a választmányba. 1876-ban megalapította a Neues Politisches Volksblatt című budapesti hírlapot, melynek 18 évig volt szerkesztője. A Terézváros, amelynek egyik vezérlő embere lett, beválasztotta a képviselő testületbe. A terézvárosi képviselőválasztásnál neki állandóan számos szavazó híve volt. Tenczer maga is a Deák-párthoz, később a Szabadelvű Párthoz tartozott. A fővárosban több jótékonysági egyesület vezetésében szerepelt. Igazgatósági tagja volt a Budapesti Takarékpénztár és Országos Zálogkölcsön Részvénytársaságnak és felügyelő bizottsági tagja a polgári serfőző részvénytársaságnak. A budapesti VI. kerületi I. iskolaszék elnöke is volt. 1898. november 28-án megkapta a Ferenc József-rend lovagkeresztjét.

## Munkái
- Album, szerk. és kiadja. Pest, 1869. Két füzet.
- Tenczer Pál emlékiratai. Írta Tövis. Budapest, 1896. (Hogyan csináltam meg a 67-iki kiegyezést. Hogyan csináltam meg 1875-ben a fuziót. Hogyan tettem erkölcsi halottá Verhovay Gyulát. Hogyan marasztottam itthon Munkácsy Mihályt. Miért lettem én az idén 60 esztendős. Hogyan mentettem meg Magyarországot a forradalomtól. Miért nem szavaztam meg az ötven milliós kölcsönt a fővárosnak).